# Stephen Sulyk
Stephen M. Sulyk (* 2. Oktober 1924 in Balnica (Lemkenland), Polen; † 6. April 2020) war Erzbischof der mit Rom unierten ukrainischen griechisch-katholischen Kirche und Metropolit der Erzeparchie Philadelphia, USA.

## Leben
Stephen Sulyk wurde 1924 in dem Dorf Balnca geboren, das ab 1939 durch die deutsche Wehrmacht besetzt wurde. 1939/1940 wurde er zu einem landwirtschaftlichen Arbeitseinsatz nach Deutschland verbracht, kehrte aber nach einem Urlaub in seinem Heimatdorf 1940 nicht mehr zurück. Er besuchte ein deutschsprachiges Gymnasium und flüchtete 1944 mit seiner Familie vor der Roten Armee nach Deutschland und weiter in das Sudetenland. Er überlebte aufgrund seiner Sprachkenntnisse als Übersetzer für die sowjetische Armee. Mit gefälschten Reisedokumenten flüchtete er in die US-amerikanisch besetzte Zone in Deutschland. In einem Flüchtlingslager beendete er seine Schulausbildung und studierte ab 1946 am Priesterseminar der griechisch-katholischen Kirche im Schloss Hirschberg bei Beilngries. Durch verwandtschaftliche Beziehungen zu einem Onkel in Michigan erhielt er die Erlaubnis, 1948 in die USA zu emigrieren. Nach kurzer Beschäftigung in einer Fertigungsstätte für Autos und einer Schlachterei in Dearborn, Michigan, trat er 1949 in das St. Josaphat Seminar in Washington, D.C., USA, ein. 1952 machte er seinen theologischen Abschluss an der Katholischen Universität von Amerika (CUA) in Washington D.C.
Sulyk empfing am 14. Juni 1952 von Erzbischof Constantine Bohachevsky die Priesterweihe und war in der Seelsorge in Nebraska, New York, Pennsylvania, Ohio, Texas und New Jersey tätig. 1955 wurde er Sekretär des Erzbischofs der Erzeparchie Philadelphia. 1958 wurde er zum päpstlichen Ehrenkaplan ernannt. 1961 wurde er Pfarrer von St. Nikolaus in Philadelphia.
Papst Johannes Paul II. ernannte ihn 1980 zum Erzbischof und Metropoliten der Erzeparchie Philadelphia. Die Bischofsweihe spendete ihm am 1. März 1981 Jossyf Kardinal Slipyj, Erzbischof von Lemberg und Patriarch der ukrainischen griechisch-katholischen Kirche; Mitkonsekratoren waren Basil Harry Losten, Bischof der Eparchie Stamford, und Neil Nicholas Savaryn OSBM, Bischof der Eparchie Edmonton.
Stephen Sulyk war ein Freund des jesuitischen Missionars Walter Ciszek (1904–1984). Als Mitglied der Bischofskonferenz der Vereinigten Staaten war er verantwortlich für die Ausrichtung der Zeremonien.
Papst Johannes Paul II. gab am 29. November 2000 seinem altersbedingten Rücktrittsgesuch statt. Sein Nachfolger wurde Stephen Soroka.
2003 erschien seine Autobiografie I Am with You Always.
Stephen Sulyk starb Anfang April 2020 im Alter von 95 Jahren an den Folgen einer SARS-CoV-2-Infektion.

## Schriften
- Stephen Sulyk: I Am with You Always. Pleasant Word, a division of WinePress Publishing, Enumclaw, Washington 2003, ISBN 1414100620, 655 Seiten (Autobiografie)